# 축음기 실린더

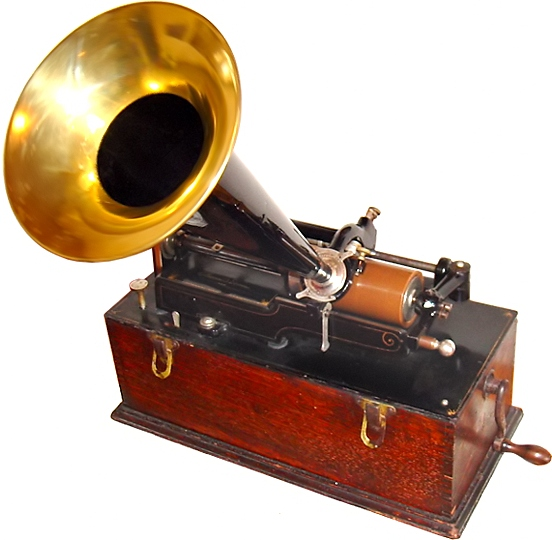

축음기 실린더 또는 포노그래프 실린더(Phonograph cylinder)는 소리를 녹음하고 재생하는 최초의 상업용 매체이다. 전성기(1896~1916년 경)에는 간단히 "레코드"로 알려졌던 이 속이 빈 원통형 물체는 외부 표면에 음성 녹음이 새겨져 있으며 기계식 원통형 축음기에서 재생할 때 재생할 수 있다. 1910년대에는 경쟁 디스크 레코드 시스템이 시장에서 승리하여 지배적인 상업용 오디오 매체가 되었다.

## 같이 보기
- 녹음과 재생